# 高多芬阿拉伯

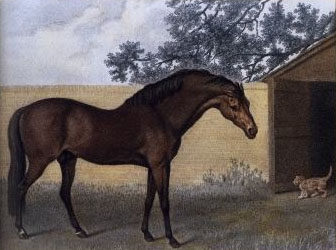
高多芬阿拉伯

高多芬阿拉伯（Godolphin Arabian、1724年 - 1753年）1724年出生的阿拉伯馬。為純種馬的三大始祖之一，牠和拜耶爾土耳其是現時超過5％的純種馬父線始祖。
高多芬阿拉伯在1729年被引進歐洲，起先為摩納哥國王贈送給法國路易十四世的禮物，後來轉售給英國人。高多芬配種經歷達15年，後代當中以1748年出生的馬湛（Matchem）影響力最大。
阿聯酋長穆罕默德·本·拉希德創設的育馬集團高多芬即以牠為名。

## 外部連結
- 血統表 （页面存档备份，存于）